# Globotextularia
Globotextularia es un género de foraminífero bentónico de la subfamilia Globotextulariinae, de la familia Globotextulariidae, de la superfamilia Ataxophragmioidea, del suborden Ataxophragmiina y del orden Loftusiida. Su especie tipo es Haplophragmium anceps. Su rango cronoestratigráfico abarca el Holoceno.

## Discusión
Clasificaciones previas incluían Globotextularia en el suborden Textulariina del orden Textulariida o en el orden Lituolida.

## Clasificación
Globotextularia incluye a las siguientes especies:
- Globotextularia anceps
- Globotextularia globa
- Globotextularia parva

Otra especie considerada en Globotextularia es:
- Globotextularia ignorabilis, de posición genérica incierta